# Kościół św. Michała Archanioła w Osijeku
Kościół św. Michała Archanioła (chorw. Crkva sv. Mihaela arkanđela) – rzymskokatolicka świątynia znajdująca się w chorwackim mieście Osijek, w dzielnicy Tvrđa. Drugi co do wielkości kościół miasta (po konkatedrze).

## Historia
Przed powstaniem obecnego kościoła w tym miejscu znajdował się meczet, wzniesiony za panowania tureckiego. 19 października 1704 został przekształcony w kościół katolicki i poświęcony przez bpa Juraja Patačicia. 31 lipca 1725 jezuici rozpoczęli budowę nowej świątyni, w której od 1734 sprawowano nabożeństwa. W latach 1741–1742 wzniesiono wieże. W 1750 roku świątynię konsekrowano pod wezwaniem św. Michała Archanioła, a prace w pełni ukończono w roku 1768. Kościół został uszkodzony jesienią 1991 roku podczas wojny domowej.

## Opis
Budynek barokowy. Posiada dwuwieżową fasadę, wieże mają wysokość 47 metrów. Dzwony kościoła używane są co piątek o godzinie 11:00, na pamiątkę wyzwolenia miasta spod panowania tureckiego z 29 września 1687. Wnętrze kościoła zdobi 7 ołtarzy.

## Galeria

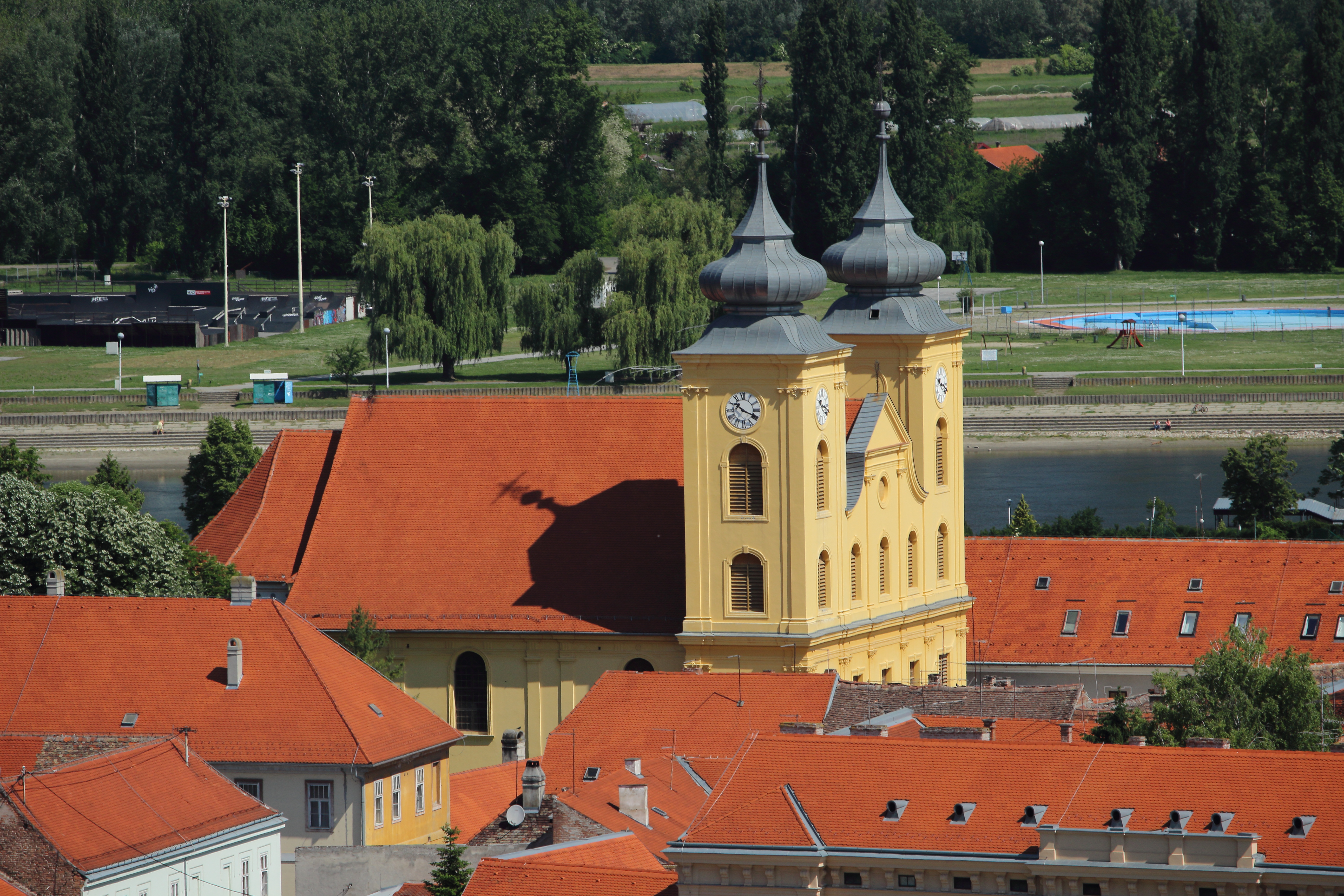
Widok z południowego wschodu
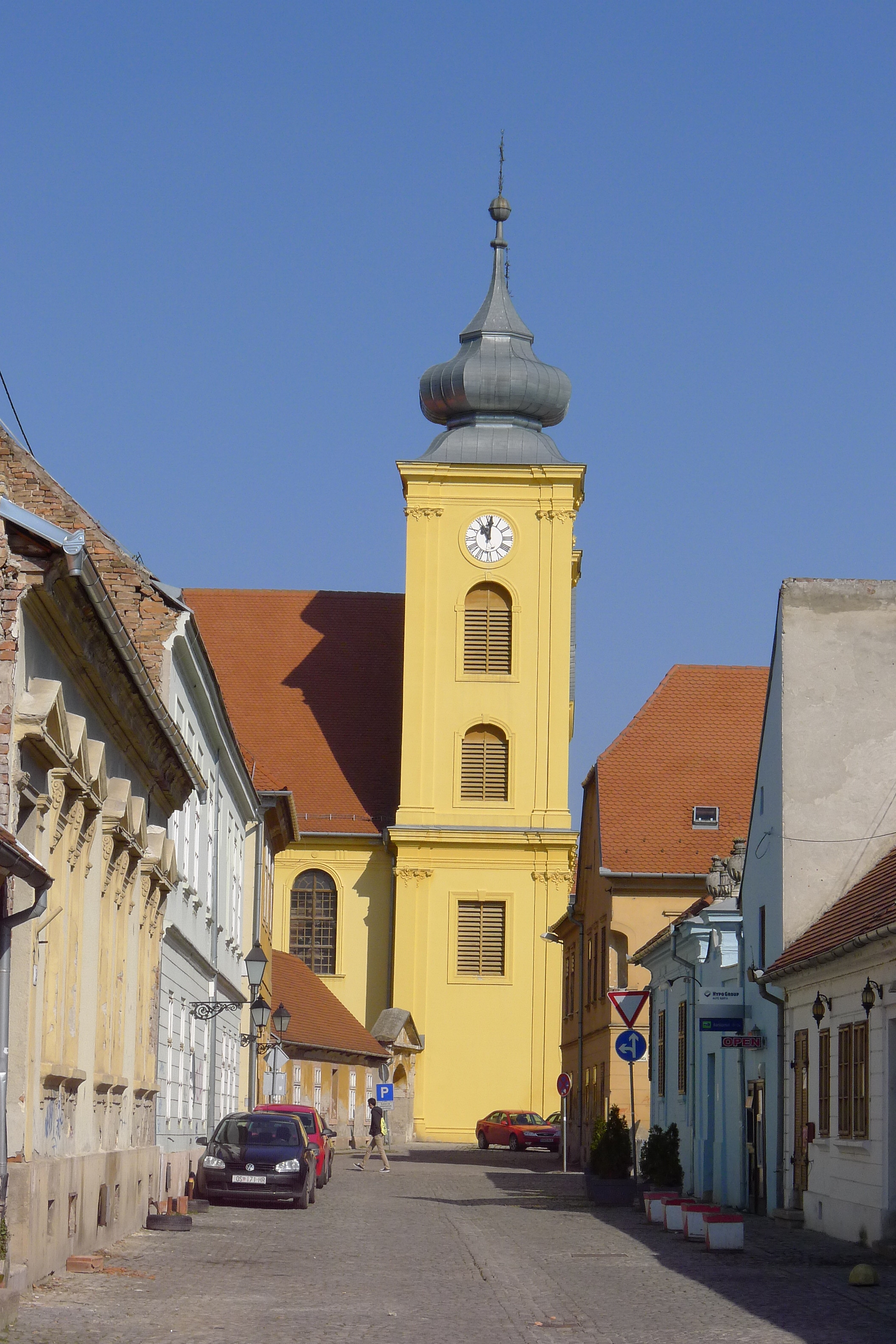
Widok z południa
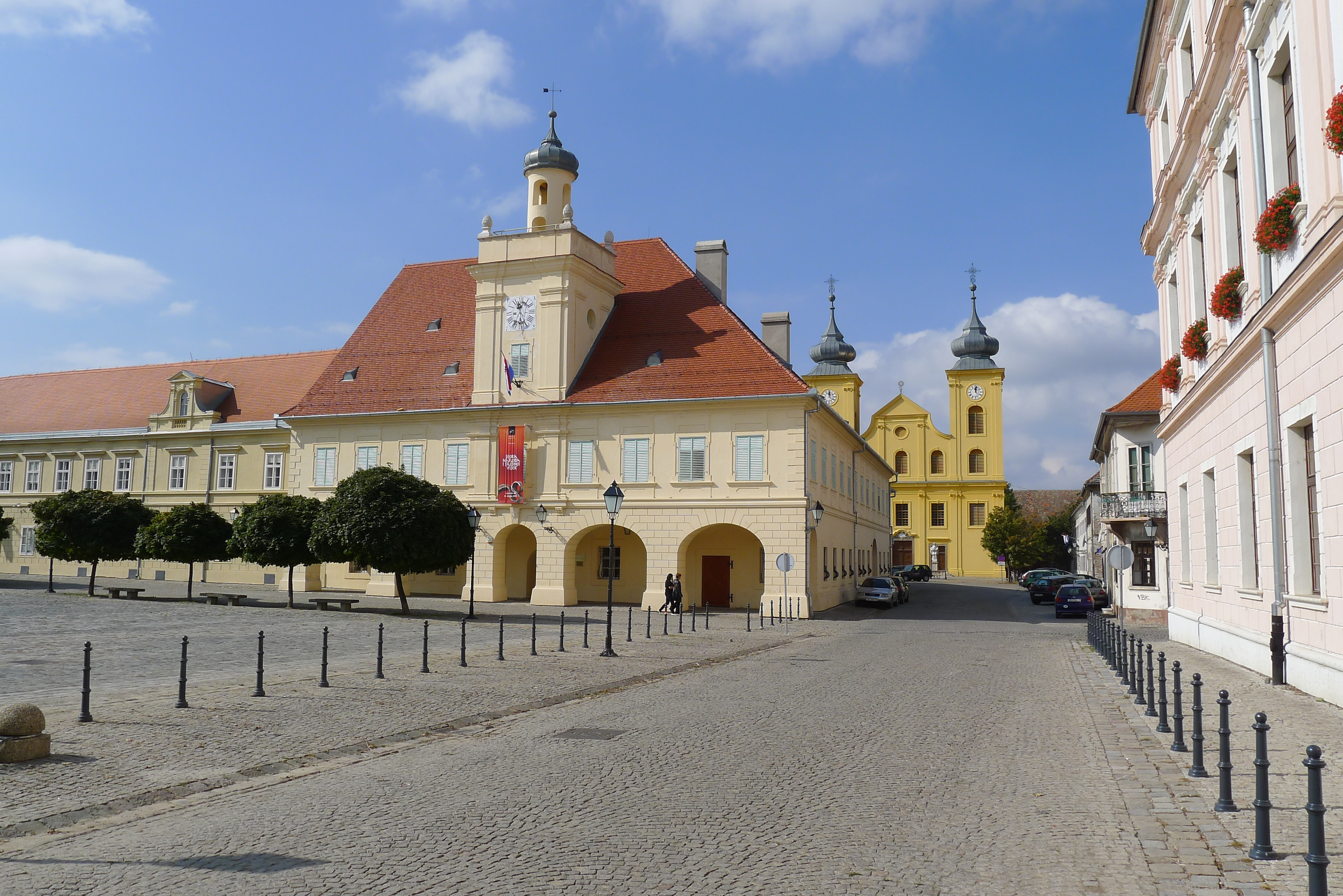
Widok z Trgu Svetog Trojstva
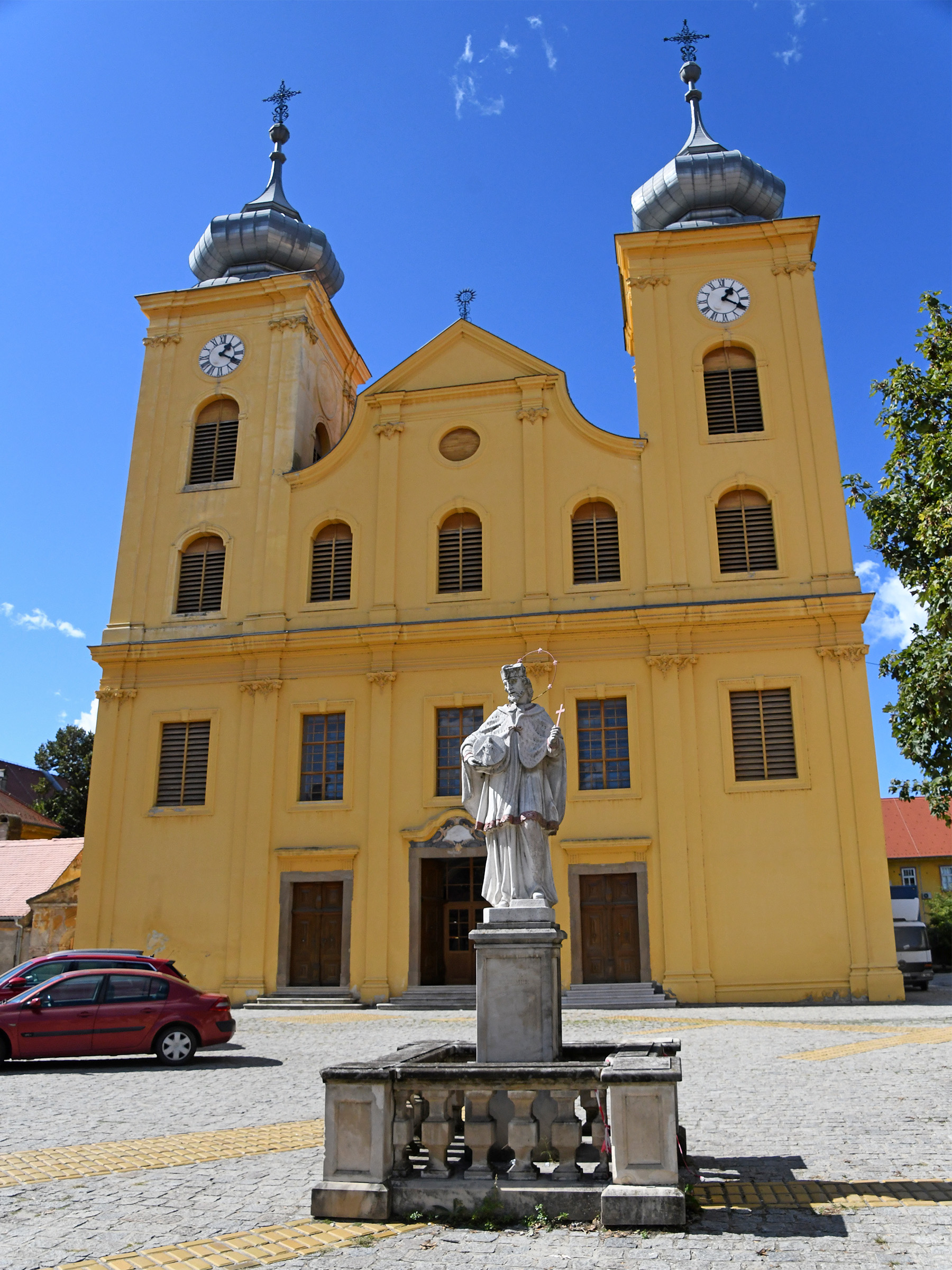
Fasada
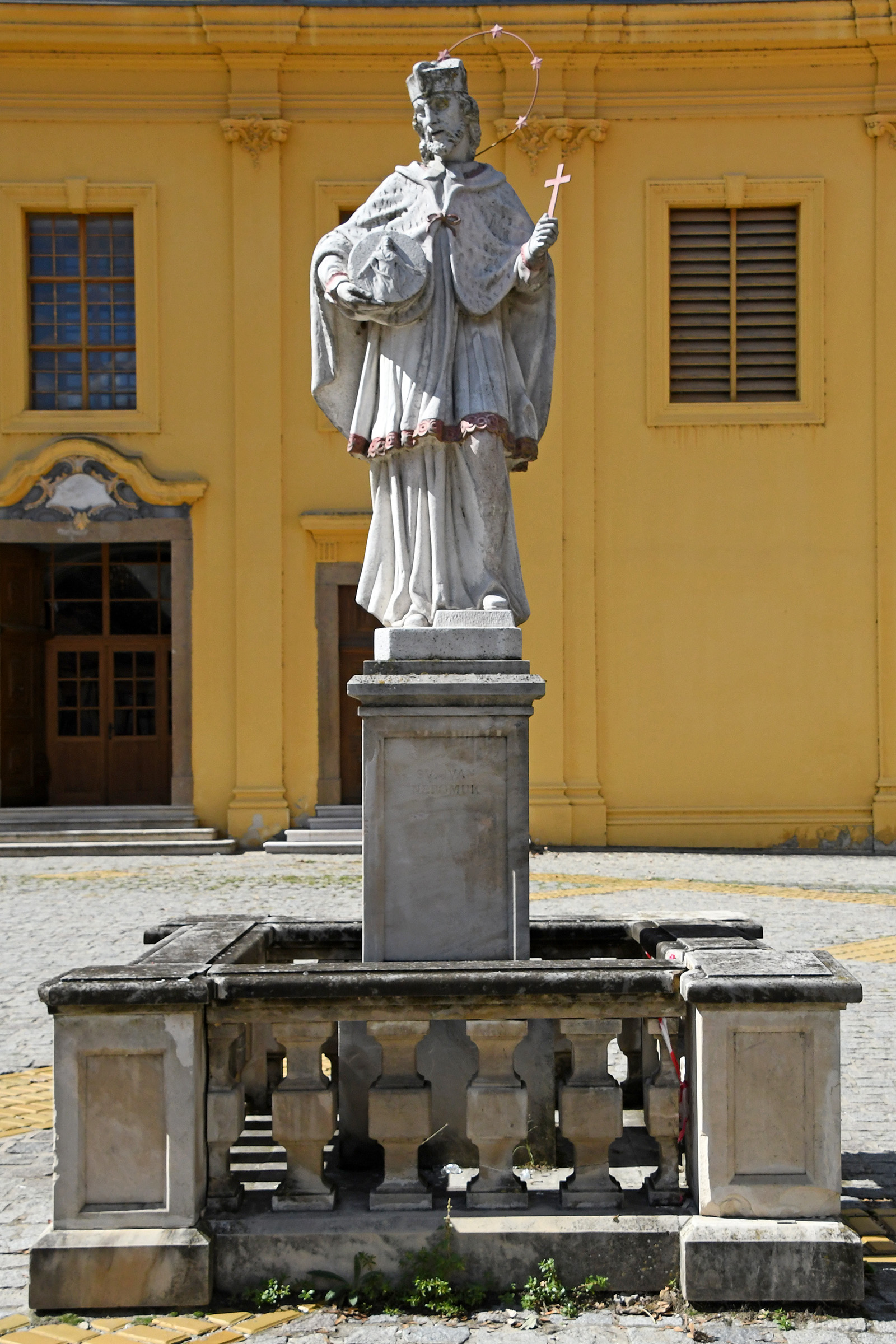
Figura św. Jana Nepomucena przed kościołem
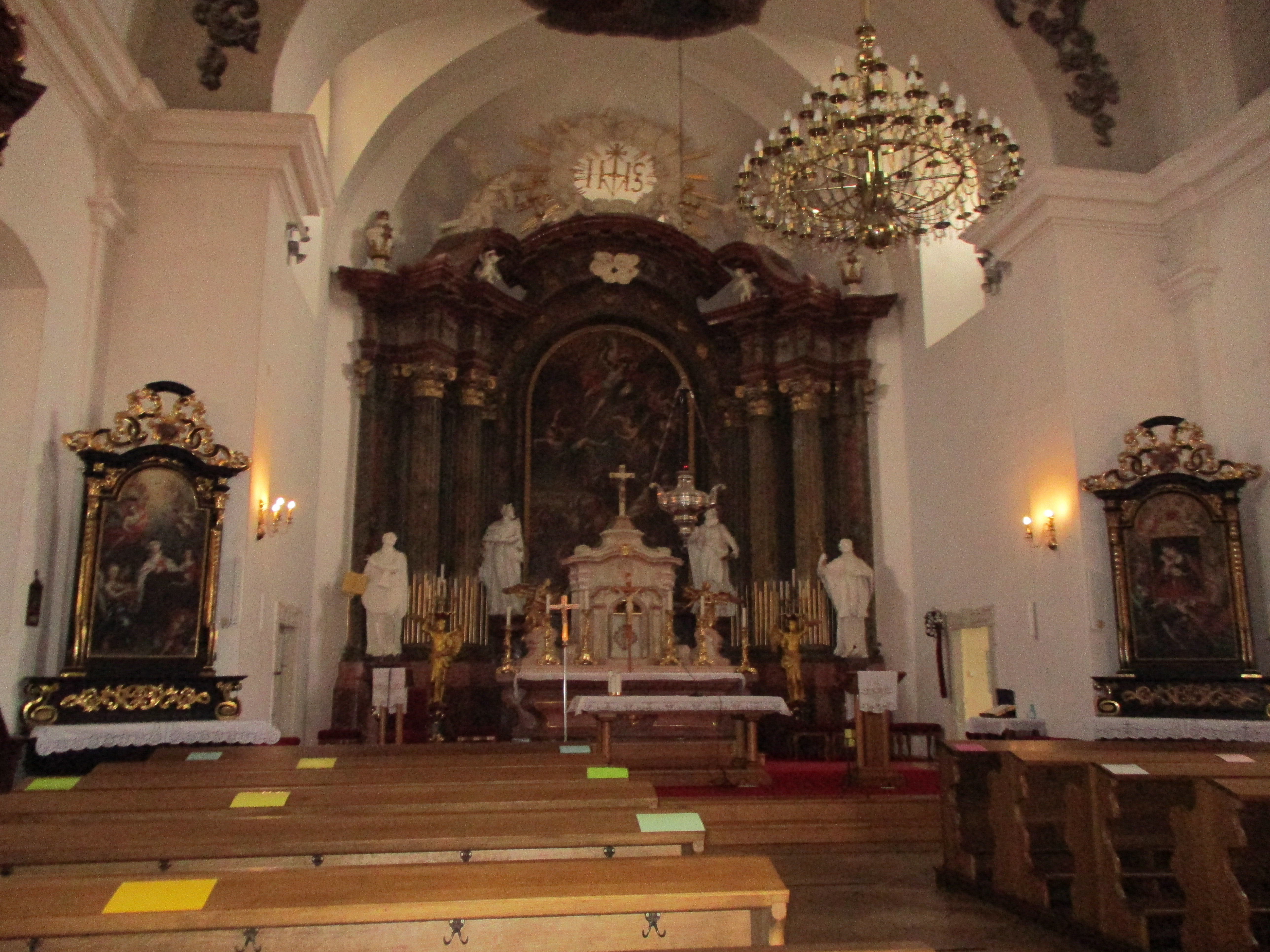
Wnętrze